# Schneemühle (Emskirchen)
Schneemühle ist ein Gemeindeteil des Marktes Emskirchen im Landkreis Neustadt an der Aisch-Bad Windsheim (Mittelfranken, Bayern). Schneemühle liegt in der Gemarkung Gunzendorf.

## Geografie
Die Einöde liegt am Mühlbach, einem linken Zufluss der Mittleren Aurach. 0,5 km nördlich erhebt sich der Babenberg (370 m ü. NHN). Die Staatsstraße 2244 führt zur Anschlussstelle der Bundesstraße 8 (0,3 km westlich) bzw. am Stadelhof vorbei nach Oberniederndorf (4,5 km östlich). Die Kreisstraße NEA 22 führt an Wilhelmsdorf vorbei nach Brunn zur Staatsstraße 2414 (2,5 km nordwestlich).

## Geschichte
Der Ort wurde 1464 als „Sneemuͤll“ erstmals schriftlich erwähnt.
Gegen Ende des 18. Jahrhunderts gehörte die Schneemühle zur Realgemeinde Gunzendorf. Die Mühle hatte das brandenburg-bayreuthische Kasten- und Jurisdiktionsamt Emskirchen als Grundherrn. Unter der preußischen Verwaltung (1792–1806) des Fürstentums Bayreuth erhielt die Schneemühle die Hausnummer 14 des Ortes Gunzendorf.
Von 1797 bis 1810 unterstand der Ort dem Justizamt Markt Erlbach und dem Kammeramt Emskirchen. Im Rahmen des Gemeindeedikts wurde Schneemühle dem 1811 gebildeten Steuerdistrikt Emskirchen und der 1813 gegründeten Munizipalgemeinde Emskirchen zugeordnet. Mit dem Zweiten Gemeindeedikt (1818) wurde Schneemühle in die neu gebildete Ruralgemeinde Gunzendorf umgemeindet. Am 1. Januar 1972 wurde Gunzendorf im Zuge der Gebietsreform in Bayern nach Emskirchen eingemeindet.

### Baudenkmäler
- Wohnhaus[9]
- Mühlenbau[9]
- Stall[9]

### Einwohnerentwicklung
| Jahr      | 001818 | 001840 | 001861 | 001871 | 001885 | 001900 | 001925 | 001950 | 001961 | 001970 | 001987 |
| Einwohner | 9      | 9      | 13     | 13     | 14     | 13     | 11     | 11     | 12     | 12     | 6      |
| Häuser    | 2      | 2      |        |        | 2      | 2      | 2      | 2      | 2      |        | 2      |
| Quelle    | [ 11 ] | [ 12 ] | [ 13 ] | [ 14 ] | [ 15 ] | [ 16 ] | [ 17 ] | [ 18 ] | [ 19 ] | [ 20 ] | [ 1 ]  |

## Religion
Der Ort ist seit der Reformation evangelisch-lutherisch geprägt und bis heute nach St. Kilian (Emskirchen) gepfarrt.